# Zebramanguste
Die Zebramanguste (Mungos mungo) ist eine Raubtierart aus der Familie der Mangusten (Herpestidae). Sie ist in weiten Teilen Afrikas südlich der Sahara verbreitet und durch ihre Rückenstreifen charakterisiert. Sie lebt in Gruppen von meist 10 bis 20 Tieren und hat ein ausgeprägtes Sozialverhalten. Ihre Nahrung sind vorwiegend Insekten und andere Kleintiere.

## Merkmale
Zebramangusten erreichen eine Kopfrumpflänge von 30 bis 40 cm und haben einen 18 bis 31 cm langen Schwanz. Das Gewicht variiert zwischen 0,9 und 1,9 kg. Es ist kein äußerlicher Geschlechtsunterschied erkennbar, Männchen und Weibchen sind gleich groß. Ihr Fell ist rau, seine Färbung variiert je nach Verbreitungsgebiet von weißgrau bis dunkelbraun. Namensgebendes Merkmal sind die 10 bis 15 dunkleren Querstreifen, die sich von der Mitte des Rückens bis zur Schwanzwurzel erstrecken. Die Füße sind dunkel gefärbt, die Vorder- und Hinterpfoten enden jeweils in fünf Zehen, von denen die erste verkleinert ist. Die Zehen tragen lange gebogene Krallen. Die Krallen der Vorderpfoten sind bis zu 20 mm lang und gebogen, die der Hinterpfoten sind kleiner und gerader. Die Schwanzspitze ist dunkel, der Schwanz zugespitzt, aber nicht buschig.
Diese Mangusten haben einen länglichen Kopf mit zugespitzter Schnauze, die Ohren sind klein und rundlich. Die Zahnformel lautet I 3/3 – C 1/1 – P 3/3 – M 2/2, insgesamt also 36 Zähne. Die Zähne sind allesamt scharf und kräftig, insbesondere die Eckzähne. Die äußeren Schneidezähne sind größer als die inneren, die oberen Eckzähne sind leicht und die unteren deutlicher gebogen. Die Backenzähne haben niedrige, gerundete Höcker und die Reißzähne sind eher an eine mahlende als an eine schneidende Tätigkeit angepasst.

## Verbreitung und Lebensraum

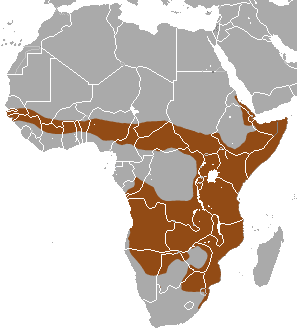
Verbreitung

Das Verbreitungsgebiet der Zebramangusten erstreckt sich von Senegal und Gambia beziehungsweise Äthiopien und Eritrea südlich bis Südafrika. Sie bewohnen eine Reihe von Lebensräumen, kommen allerdings bevorzugt in Savannen und Wäldern vor. Sie meiden allzu trockene Gebiete wie Wüsten und Halbwüsten, aber auch Gebirgsregionen. Manchmal sind sie auch in der Nähe des Menschen in Städten und Dörfern zu finden.

## Lebensweise

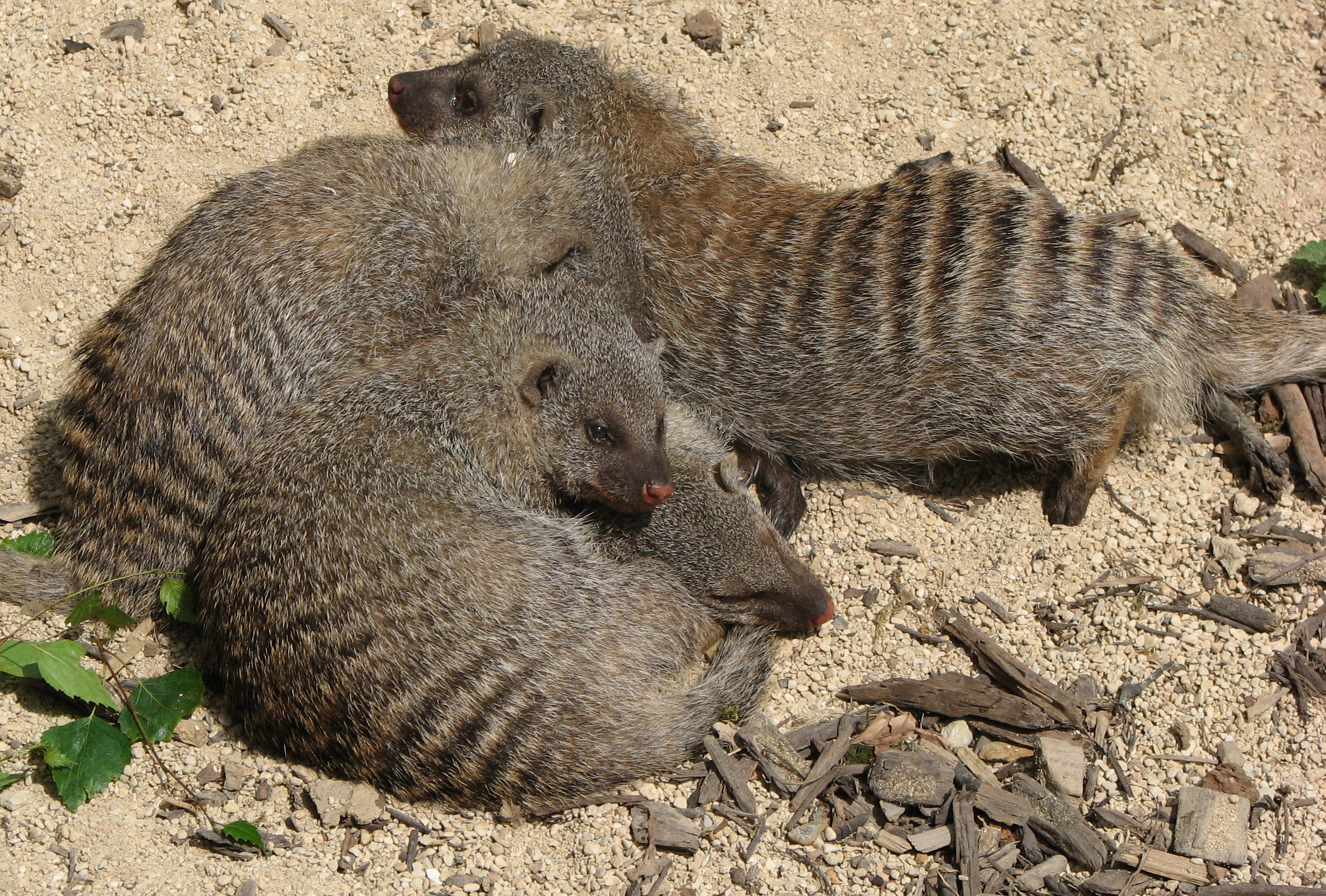
Zebramangusten leben in Gruppen

Zebramangusten sind soziale Tiere. Die Gruppen bestehen aus meist 10 bis 20, in manchen Fällen aber bis zu 40 Mitgliedern und setzen sich aus mehreren ausgewachsenen Männchen und Weibchen sowie den Jungtieren zusammen. Die Gruppengröße variiert je nach Lebensraum und Jahreszeit. Eine Gruppe besitzt bis zu 40 Baue in ihrem Revier, in denen sie gemeinsam die Nacht verbringen. Am Morgen verlassen sie ihre Schlafstätte und kehren vor Sonnenuntergang dorthin zurück, sie sind tagaktiv. In der Mittagshitze ruhen sie üblicherweise an einem schattigen Ort. Baue können in Termitenhügeln, aber auch in Erdgruben, hohlen Baumstämmen oder verlassenen Erdferkelbauen angelegt werden. Baue bestehen aus einer 1 bis 2 m³ großen Schlafkammer, eventuellen Seitenkammern und weisen bis zu neun Eingänge auf. Üblicherweise wechseln sie alle paar Tage den Bau, außer wenn sie Jungtiere großziehen.
Die Reviergröße ist variabel und kann 40 bis über 400 Hektar betragen, die Reviergrenzen werden gegenüber anderen Gruppen verteidigt. Treffen zwei Gruppen aufeinander, kann es zu heftigen Kämpfen kommen, bei denen auch Tiere sterben. Nur wenn eine Gruppe deutlich kleiner ist, zieht sie sich ohne Kampf zurück. Die Hierarchien der Gruppen sind wenig erforscht, Beobachtungen gefangener Tiere lassen den Schluss zu, dass sie matriarchalisch organisiert sein können, das heißt die Weibchen dominant sind. Außerhalb der Paarungszeit ist eine Rangordnung aber kaum spürbar.
Das Gruppenverhalten ist deutlich ausgeprägt, der Zusammenhalt wird durch die gegenseitige Fellpflege und das gegenseitige Markieren mit dem Sekret ihrer Analdrüsen gefestigt. Dieses gegenseitige Markieren wird oft von allen Gruppenmitgliedern gleichzeitig ausgeführt. Die Gruppenmitglieder kooperieren bei der Jungenaufzucht, sie halten Wache und warnen andere Tiere vor Fressfeinden oder attackieren diese sogar. Tiere, die Wache halten, richten sich häufig auf ihre Hinterbeine auf. Zebramangusten kommunizieren mit mehreren Lauten untereinander. Häufig wird bei der Nahrungssuche ein Kontaktruf ausgestoßen, andere Laute sollen die Gruppenmitglieder in eine bestimmte Richtung locken oder dienen als Warnsignal. Schrille Schreie begleiten die Auseinandersetzungen mit anderen Gruppen.

## Nahrung

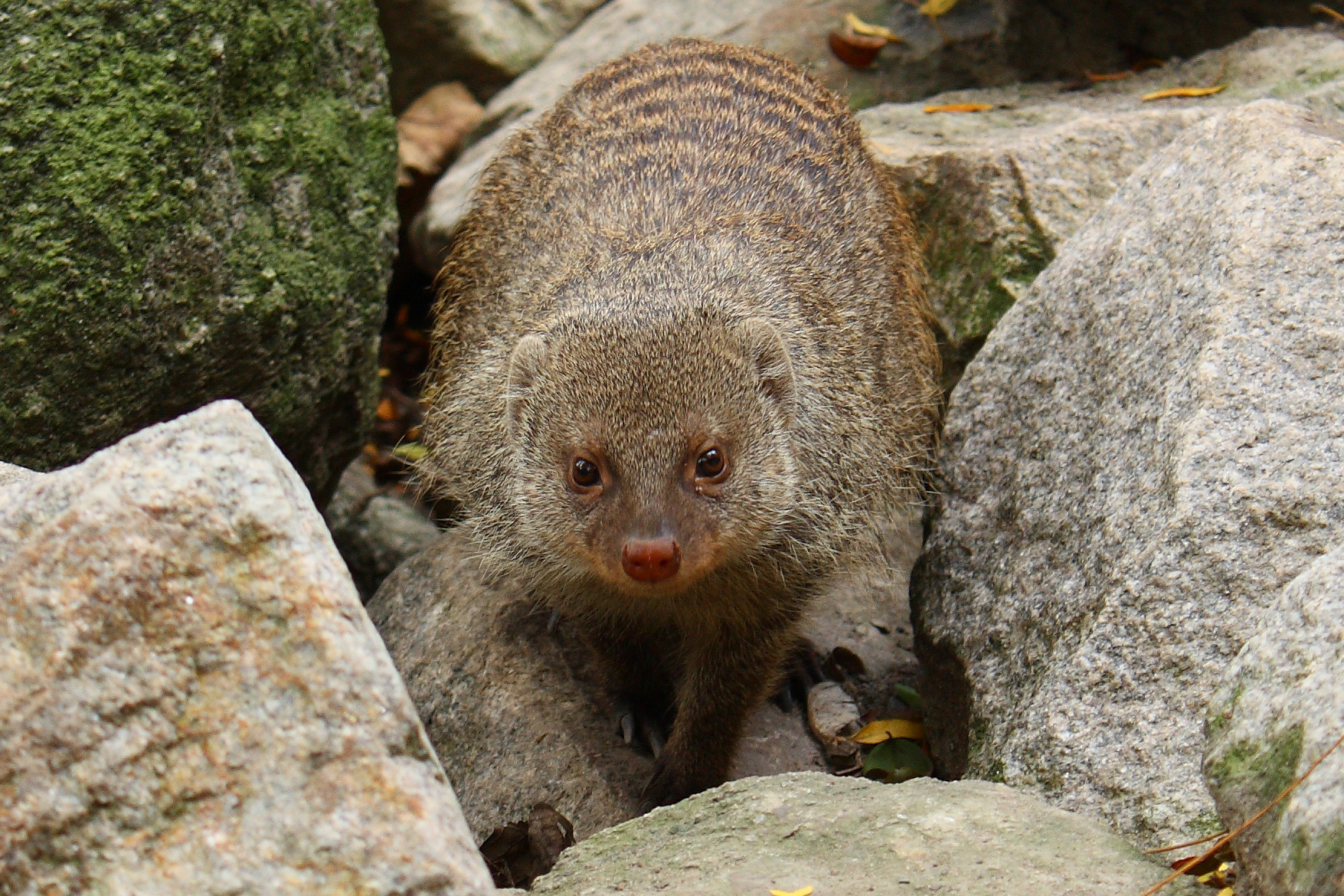
Zebramangusten suchen am Boden nach Nahrung

Eine Gruppe legt rund 2 bis 3 Kilometer pro Tag zurück, dabei bewegen sich die Tiere in einem Zickzackkurs fort. Üblicherweise sucht jedes Gruppenmitglied einzeln nach Nahrung, nur bei größeren Beutetieren jagen sie manchmal im Rudel. Kleintiere, vorwiegend Käfer und Tausendfüßer sowie deren Larven bilden den Schwerpunkt ihrer Nahrung. Daneben fressen sie auch Mäuse, Frösche, Echsen, Schlangen und Eier. Kothaufen großer Säugetiere, beispielsweise von Elefanten, werden gern nach Nahrung durchwühlt. Hartschalige Nahrung wie manche Käfer und Eier werden aufgebrochen, indem die Tiere auf den Hinterbeinen balancieren, die Beute mit den Vorderpfoten packen und durch die Hinterbeine gegen einen Felsen schleudern. Haarige oder schleimige Beutetiere werden vor dem Verzehr auf dem Boden gerollt.

## Fortpflanzung
In Gebieten mit saisonalem Klima fallen die Geburten in die feuchteren Monate. In trockenen Regionen tragen die Weibchen einen oder zwei Würfe pro Jahr aus, in feuchten Regionen können es bis zu fünf sein. In der Paarungszeit wird die Rangordnung unter den Männchen ausgeprägter, dominante Männchen versuchen, ihre Weibchen zu bewachen und alle anderen, die sich ebenfalls mit ihr fortpflanzen wollen, zu vertreiben. Häufig gelingt es den Weibchen aber, dieser Bewachung zu entkommen und sich mit anderen Männchen sowohl innerhalb als auch außerhalb der Gruppe fortzupflanzen. Letztlich ist das Paarungsverhalten promiskuitiv, sowohl Männchen als auch Weibchen haben mehrere Paarungspartner.
Nach einer rund 60-tägigen Tragzeit bringt das Weibchen ein bis sechs, durchschnittlich 3,2 Jungtiere zur Welt. Die Geburten innerhalb einer Gruppe sind synchronisiert, das heißt alle Weibchen bringen ihre Jungtiere annähernd gleichzeitig zur Welt. Dieses Verhalten minimiert vermutlich die Gefahr des Infantizids, es kann aber auch eine Strategie zur besseren gemeinschaftlichen Versorgung der Jungtiere sein. Neugeborene wiegen rund 20 bis 50 Gramm, sie sind mit kurzem Fell bedeckt und ihre Augen sind geschlossen. Mit rund zehn Tagen öffnen sich ihre Augen. Die Jungenaufzucht erfolgt gemeinsam, Weibchen säugen nicht nur ihre Neugeborenen, sondern auch die anderen. Wenn die Gruppe auf Nahrungssuche geht, bleibt ein ausgewachsenes Tier als „Babysitter“ zurück, dieser Dienst wechselt jeden Tag. Mit rund einem Monat verlassen die Jungtiere den Bau und begleiten die Erwachsenen auf den Streifzügen. Dabei haben sie häufig einen „Beschützer“, der sie mit Nahrung versorgt und unter dem sie sich im Bedrohungsfall verstecken. Dieser Beschützer ist in den meisten Fällen kein Elternteil. Männchen übernehmen generell häufiger die Rolle des Babysitters oder Beschützers als Weibchen. Je nach Lebensraum tritt die Geschlechtsreife mit einem bis zwei Jahren ein.
Die Sterblichkeit ist wegen der geringen Größe, der offenen Habitate und der tagaktiven Lebensweise relativ hoch. Weniger als 50 % der Jungtiere überleben bis zum Alter von drei Monaten. Natürliche Feinde der Jungtiere sind unter anderem Marabus und Nilwarane, zu den Fressfeinden der ausgewachsenen Tiere zählen Riesenschlangen wie der Nördliche Felsenpython, Raubkatzen wie der Leopard und Greifvögel wie der Kampfadler.

## Gefährdung

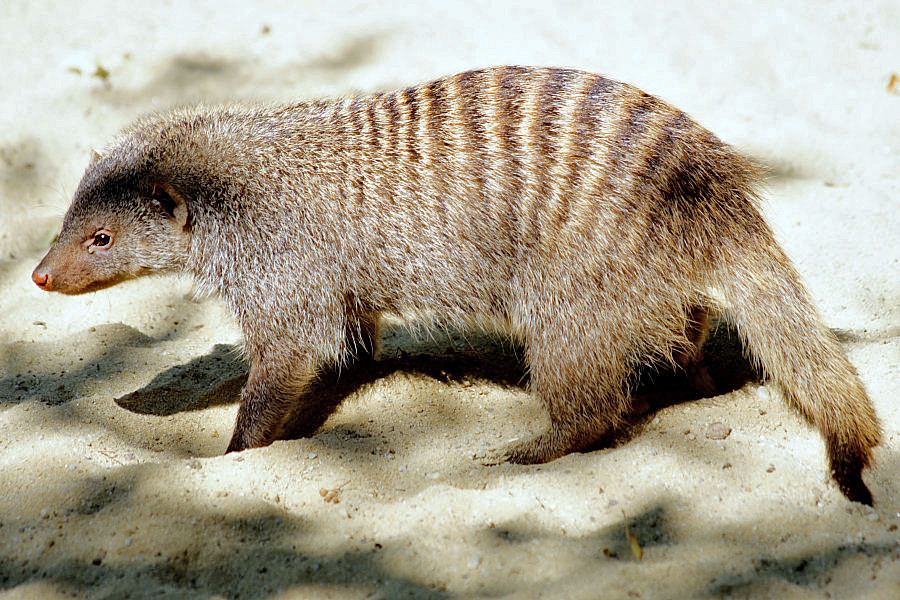
Zebramanguste im Zoo

Zebramangusten zählen nicht zu den bedrohten Arten. Sie sind weit verbreitet und flexibel in Bezug auf ihren Lebensraum und können auch in der Nähe des Menschen leben. Die Bestände sind laut der Roten Liste gefährdeter Arten der Weltnaturschutzunion IUCN stabil, darum wird die Art als nicht gefährdet (Least Concern) gelistet.